# Dobrodošli (pjesma)
"Dobrodošli" je pjesma koju izvodi crnogorska pjevačica Nina Žižić. Napisali su je Boris Subotić te Violeta Mihajlovska Milić, a produkciju potpisuje Darko Dimitrov. Pjesma će predstavljati Crnu Goru na Pjesmi Eurovizije 2025.

## Pjesma Eurovizije
Radio i televizija Crne Gore (RTCG) objavila je 10. listopada 2024. da je odabrala pjesmu "Dobrodošli" u izvedbi Nine Žižić kao jednu od pjesama koje će se natjecati na Montesongu 2024., nacionalnom finalu koje će se organizirati kako bi Crna Gora kako bi odabrala svoju pjesmu za Pjesmu Eurovizije 2025. Dana 27. studenoga 2024. pjesma je osvojila prvo mjesto među ocjenjivačkim žirijima i četvrto mjesto među publikom čime se smjestila na drugo mjesto u ukupnom poretku, jedan bod iza pobjedničke pjesme "Clickbait", koju izvodi bend Neonoen. Međutim, 4. prosinca 2024. Neonoen se povukao s Pjesme Eurovizije jer su prethodno nastupili sa pjesmom 2023., što je kršenje pravila tog natjecanja. RTCG je 8. prosinca objavila da će pjesma Nine Žižić Dobrodošli nastupiti na Pjesmi Eurovizije.

## Povijest izdanja
| Regija | Datum              | Format | Verzija | Prod. kuća | Ref. |
| ------ | ------------------ | ------ | ------- | ---------- | ---- |
| /      | 10. studenog 2024. |        | Izvorni | RTCG       |      |
| /      | 27. studenog 2024. | Uživo  |         | RTCG       |      |